# Laura Toti Rigatelli
Laura Toti Rigatelli (Florença, 1941) é uma historiadora da matemática italiana, fundadora do Centro de Matemática Medieval da Universidade de Siena, biógrafa de Évariste Galois, e autora de diversos livros sobre a história da matemática.

## Reconhecimento
Toti Rigatelli tornou-se membro correspondente da Academia Internacional de História da Ciência em 1993.
Um festschrift, Il sogno di Galois: Scritti di storia della matematica dedicati a Laura Toti Rigatelli per il suo 60º compleanno, foi publicado pelo Centro de Matemática Medieval em 2003, em homenagem ao seu 60º aniversário; foi editado por Raffaella Franci, Paolo Pagli e Annalisa Simi.

## Livros
Toti Rigatelli é autora e editora de diversos livros em italiano sobre a história da matemática, incluindo uma biografia de Évariste Galois, Matematica sulle barricate: vita di Evariste Galois [To take up arms for mathematics: the life of Evariste Galois] (1993), que foi traduzido para o inglês como Évariste Galois 1811–1832 por John Denton e publicado pela Birkhäuser Verlag em 1996.
Alguns de seus outros livros incluem:
- Storia della teoria delle equazioni algebriche [History of the theory of algebraic equations] (com Raffaela Franci, 1979)[5]
- La trattatistica matematica del rinascimento senese [The mathematical treatises of the Sienese Renaissance] (com Raffaela Franci, 1981)[6]
- Introduzione all'aritmetica mercantile del Medioevo e del Rinascimento [Introduction to the arithmetic of commerce in the Middle Ages and the Renaissance] (com Raffaela Franci, 1982)[7]
- Fonti per la storia della matematica : aritmetica, geometria, algebra, analisi infinitesimale, calcolo delle probabilità, logica [Sources of the history of mathematics: Arithmetic, geometry, algebra, infinitesimal analysis, probability theory, logic and foundations] (com Umberto Bottazzini e Paolo Freguglia, 1982)[8]
- François-Vincent Raspail : una vita per la medicina e la rivoluzione [François-Vincent Raspail: a life for medicine and revolution] (1997)
- Lous-Auguste Blanqui: una vita difficile [Louis Auguste Blanqui: a difficult life] (2007)
- Sophie Germain, una matematica dimenticata [Sophie Germain, a forgotten mathematician] (2007)
- Évariste Galois: morte di un matematico [Évariste Galois: death of a mathematician] (com Paolo Pagli, 2007)
- Vagabondaggi di un genio [Wanderings of a genius] (2008)
- Renato Caccioppoli: tra mito e storia [Renato Caccioppoli: between myth and history] (com Romano Gatto, 2009)
- Matematica e teatro [Mathematics and theatre] (2010)